# Zooey Zephyr
Zooey Zephyr (29 de agosto de 1988) é uma política americana e administradora universitária que representa Missoula no 100.º distrito da Câmara dos Representantes do estado do Montana. Membro do Partido Democrata, ela foi eleita nas eleições de 2022, tornando-se assim a primeira pessoa abertamente transgênero a ser eleita para a legislatura estadual do estado de Montana. Ela tomou posse como representante a 2 de janeiro de 2023.

## Infância e educação
Zephyr nasceu em Billings, Montana. Ela formou-se na Universidade de Washington em 2011 com uma dupla licenciatura em Administração de Empresas e Escrita Criativa.
Zephyr acabou por retornou ao seu estado natal para fazer a pós-graduação na Universidade de Montana (UM). Ela ingressou no departamento de Biologia e depois no Gabinete do Reitor, onde trabalhou como gestora de programas supervisionando os currículos da universidade.

## Vida pessoal
Zephyr é bissexual e usa pronomes femininos.

## Carreira
O distrito estadual 100 (Missoula), descrito como "um dos distritos mais azuis do estado", era anteriormente ocupado por Andrea Olsen, que renunciou o seu cargo para concorrer a senadora estadual. Zephyr derrotou Dave Severson nas primárias democratas a 7 de junho de 2022. Ao derrotar o oponente republicano Sean Patrick McCoy na eleição geral, Zephyr se tornou a primeira mulher trans a ser eleita para a legislatura do estado de Montana ao lado de SJ Howell, a primeira pessoa não binária a ser eleita. Zephyr assumiu o cargo em janeiro de 2023.

### Sessão legislativa de 2023
Zephyr tem sido uma oponente vocal dos vários projetos de lei anti-LGBT+ apresentados durante a sessão legislativa de 2023. Em 18 de abril de 2023, Zephyr advertiu aqueles que apoiavam o Projeto de Lei 99 do Senado, uma lei que iria proibir os cuidados médicos e cirúrgicos relacionados com afirmação de gênero para crianças transgênero. Em relação a este projeto de lei, Zephyr comentou: "[...] Se estamos a forçar uma criança trans a passar pela puberdade quando ela é trans, isso equivale a tortura, e esta câmara legislativa deveria ter vergonha de si própria." Quando esta observação desencadeou uma objeção da líder da maioria republicana, Sue Vinton, Zephyr respondeu: "A única coisa que direi é: quem votar 'sim' neste projeto de lei e 'sim' nestas emendas, espero que da próxima vez que inclinarem as vossas cabeças em oração, vocês vejam o sangue nas vossas mãos”. Este comentário gerou uma forte reação dos republicanos da Câmara. O Montana Freedom Caucus emitiu uma declaração confundindo o gênero de Zephyr e pedindo a sua censura. Zephyr defendeu as suas afirmações, e o líder da minoria na Câmara, Kim Abbott, defendeu-a, descrevendo a declaração do Montana Freedom Caucus como "claramente desrespeitosa e a coisa mais distante possível do 'compromisso com a civilidade no discurso' que os redatores desta declaração professam". Posteriormente, o presidente da Câmara Matt Regier proibiu Zephyr de falar sobre qualquer outro projeto de lei, apesar de nenhuma censura ter ocorrido.